# Zápas na Letních olympijských hrách 1988 – muži, volný styl do 74 kg
Zápas ve volném stylu ve váhové kategorii do 74 kg probíhal na Letních olympijských hrách 1988 v Seongnamském Sangmu Gymnasium. O medaile se utkalo celkem 30 zápasníků.

## Turnajové výsledky
Zápasníci jsou rozděleni do dvou skupin. Je aplikován systém na dvě porážky.
Legenda
- TF — Lopatkové vítězství
- ST — Vítězství na technickou převahu, 12 bodů rozdíl
- PP — Vítězství na body, 1-7 bodů rozdíl, poražený s body
- PO — Vítězství na body, 1-7 bodů rozdíl, poražený bez bodů
- SP — Vítězství na body, 8-11 bodů rozdíl, poražený s body
- SO — Vítězství na body, 8-11 bodů rozdíl, poražený bez bodů
- P0 — Vítězství pro pasivitu, protivník bez bodů
- P1 — Vítězství pro pasivitu, vedoucí 1-7 bodů
- PS — Vítězství pro pasivitu, vedoucí 8-11 bodů
- DC — Vítězství z rozhodnutí, skóre 0-0
- PA — Vítězství pro soupeřovo zranění
- DQ — Vítězství pro soupeřovu diskvalifikaci
- DNA — Nenastoupil
- L — Porážky
- ER — Kolo vyřazení
- CP — Klasifikační body
- TP — Technické body

### Skupiny

#### Skupina A
| L      |                          | CP        | TP     |                          | L      |        |
| Kolo 1 | Kolo 1                   | Kolo 1    | Kolo 1 | Kolo 1                   | Kolo 1 | Kolo 1 |
| ------ | ------------------------ | --------- | ------ | ------------------------ | ------ | ------ |
| 1      | Lars Gustafsson (SWE)    | 1-3 PP    | 1-2    | Claudiu Tămăduianu (ROU) | 0      |        |
| 1      | David Harmon (IRL)       | 0-4 ST    | 0-16   | Haitham Jibara (IRQ)     | 0      |        |
| 0      | Adlan Varajev (URS)      | 3-1 PP    | 5-3    | Ayatollah Vagozari (IRI) | 1      |        |
| 0      | Muhammad Anwar (PAK)     | 4-0 TF    | 4:24   | Djibril Diouf (SEN)      | 1      |        |
| 1      | Mamadou Diallo (GUI)     | 0-3 P1    | 5:07   | Naresh Kumar (IND)       | 0      |        |
| 0      | Uwe Westendorf (GDR)     | 3-1 PP    | 4-1    | Monday Eguabor (NGR)     | 1      |        |
| 0      | Rachmat Sukra (BUL)      | 4-0 TF    | 1:24   | Jean Manga (CMR)         | 1      |        |
| 0      | Yoshihiko Hara (JPN)     |           |        | Bye                      |        |        |
| Kolo 2 |                          |           |        |                          |        |        |
| 0      | Yoshihiko Hara (JPN)     | 3-1 PP    | 7-1    | Lars Gustafsson (SWE)    | 2      |        |
| 0      | Claudiu Tămăduianu (ROU) | 4-0 ST    | 15-0   | David Harmon (IRL)       | 2      |        |
| 1      | Haitham Jibara (IRQ)     | 0-3 PO    | 0-9    | Adlan Varajev (URS)      | 0      |        |
| 1      | Ayatollah Vagozari (IRI) | 3-1 PP    | 20-9   | Muhammad Anwar (PAK)     | 1      |        |
| 2      | Djibril Diouf (SEN)      | 0-3 P1    | 7:25   | Mamadou Diallo (GUI)     | 1      |        |
| 1      | Naresh Kumar (IND)       | 1-3 PP    | 2-11   | Uwe Westendorf (GDR)     | 0      |        |
| 2      | Monday Eguabor (NGR)     | 0-4 ST    | 0-15   | Rachmat Sukra (BUL)      | 0      |        |
| 1      | Jean Manga (CMR)         |           |        | Bye                      |        |        |
| Kolo 3 |                          |           |        |                          |        |        |
| 2      | Jean Manga (CMR)         | 0-4 TF    | 1:56   | Yoshihiko Hara (JPN)     | 0      |        |
| 0      | Claudiu Tămăduianu (ROU) | 3-1 PP    | 7-4    | Haitham Jibara (IRQ)     | 2      |        |
| 0      | Adlan Varajev (URS)      | 4-0 TF    | 0:21   | Muhammad Anwar (PAK)     | 2      |        |
| 1      | Ayatollah Vagozari (IRI) | 4-0 TF    | 5:51   | Naresh Kumar (IND)       | 2      |        |
| 2      | Mamadou Diallo (GUI)     | 0-4 TF    | 1:30   | Uwe Westendorf (GDR)     | 0      |        |
| 0      | Rachmat Sukra (BUL)      |           |        | Bye                      |        |        |
| Kolo 4 |                          |           |        |                          |        |        |
| 0      | Rachmat Sukra (BUL)      | 3-1 PP    | 7-3    | Yoshihiko Hara (JPN)     | 1      |        |
| 1      | Claudiu Tămăduianu (ROU) | 1-3 PP    | 1-10   | Adlan Varajev (URS)      | 0      |        |
| 1      | Ayatollah Vagozari (IRI) | 3-1 PP    | 6-3    | Uwe Westendorf (GDR)     | 1      |        |
| Kolo 5 |                          |           |        |                          |        |        |
| 0      | Rachmat Sukra (BUL)      | 3.5-.5 SP | 14-2   | Claudiu Tămăduianu (ROU) | 2      |        |
| 2      | Yoshihiko Hara (JPN)     | 1-3 PP    | 9-12   | Ayatollah Vagozari (IRI) | 1      |        |
| 0      | Adlan Varajev (URS)      | 3-1 PP    | 4-2    | Uwe Westendorf (GDR)     | 2      |        |
| Kolo 6 |                          |           |        |                          |        |        |
| 1      | Rachmat Sukra (BUL)      | 1-3 PP    | 2-5    | Adlan Varajev (URS)      | 0      |        |
| 1      | Ayatollah Vagozari (IRI) |           |        | Bye                      |        |        |
| Kolo 7 |                          |           |        |                          |        |        |
| 2      | Ayatollah Vagozari (IRI) | 0-4 PA    |        | Rachmat Sukra (BUL)      | 1      |        |
| 0      | Adlan Varajev (URS)      |           |        | Bye                      |        |        |

| Zápasník                 | L | ER | CP   |
| ------------------------ | - | -- | ---- |
| Adlan Varajev (URS)      | 0 | -  | 19   |
| Rachmat Sukra (BUL)      | 1 | -  | 19.5 |
| Ayatollah Vagozari (IRI) | 2 | 7  | 14   |
| Uwe Westendorf (GDR)     | 2 | 5  | 12   |
| Claudiu Tămăduianu (ROU) | 2 | 5  | 11.5 |
| Yoshihiko Hara (JPN)     | 2 | 5  | 9    |
| Haitham Jibara (IRQ)     | 2 | 3  | 5    |
| Muhammad Anwar (PAK)     | 2 | 3  | 5    |
| Naresh Kumar (IND)       | 2 | 3  | 4    |
| Mamadou Diallo (GUI)     | 2 | 3  | 3    |
| Jean Manga (CMR)         | 2 | 3  | 0    |
| Lars Gustafsson (SWE)    | 2 | 2  | 2    |
| Monday Eguabor (NGR)     | 2 | 2  | 1    |
| David Harmon (IRL)       | 2 | 2  | 0    |
| Djibril Diouf (SEN)      | 2 | 2  | 0    |

#### Skupina B
| L      |                          | CP        | TP     |                          | L      |        |
| Kolo 1 | Kolo 1                   | Kolo 1    | Kolo 1 | Kolo 1                   | Kolo 1 | Kolo 1 |
| ------ | ------------------------ | --------- | ------ | ------------------------ | ------ | ------ |
| 1      | Fitzlloyd Walker (GBR)   | 0-3.5 SO  | 0-12   | Kenny Monday (USA)       | 0      |        |
| 1      | Alfonso Jessel (MEX)     | .5-3.5 SP | 1-14   | János Nagy (HUN)         | 0      |        |
| 0      | Yoon Kyung-Jae (KOR)     | 4-0 ST    | 15-0   | Eusebio Serna (ESP)      | 1      |        |
| 0      | Gary Holmes (CAN)        | 4-0 ST    | 15-0   | Salem Ould Houibib (MTN) | 1      |        |
| 0      | Lodoyn Enkhbayar (MGL)   | 3-1 PP    | 12-4   | Bruno Beudet (FRA)       | 1      |        |
| 1      | Abdullah Al-Ghrbi (YAR)  | 0-4 TF    | 0:42   | Pekka Rauhala (FIN)      | 0      |        |
| 1      | Uati Iutaga (SAM)        | 0-4 TF    | 0:55   | Adama Damballey (GAM)    | 0      |        |
| 0      | Šaban Sejdi (YUG)        |           |        | Bye                      |        |        |
| Kolo 2 |                          |           |        |                          |        |        |
| 0      | Šaban Sejdi (YUG)        | 3-0 PO    | 10-0   | Fitzlloyd Walker (GBR)   | 2      |        |
| 0      | Kenny Monday (USA)       | 4-0 TF    | 2:00   | Alfonso Jessel (MEX)     | 2      |        |
| 1      | János Nagy (HUN)         | 1-3 PP    | 3-9    | Yoon Kyung-Jae (KOR)     | 0      |        |
| 2      | Eusebio Serna (ESP)      | 0-4 ST    | 0-16   | Gary Holmes (CAN)        | 0      |        |
| 2      | Salem Ould Houibib (MTN) | 0-4 TF    | 0:27   | Lodoyn Enkhbayar (MGL)   | 0      |        |
| 1      | Bruno Beudet (FRA)       | 4-0 ST    | 16-0   | Abdullah Al-Ghrbi (YAR)  | 2      |        |
| 0      | Pekka Rauhala (FIN)      | 4-0 TF    | 0:40   | Uati Iutaga (SAM)        | 2      |        |
| 0      | Adama Damballey (GAM)    |           |        | Bye                      |        |        |
| Kolo 3 |                          |           |        |                          |        |        |
| 1      | Adama Damballey (GAM)    | 0-4 TF    | 0:54   | Šaban Sejdi (YUG)        | 0      |        |
| 0      | Kenny Monday (USA)       | 3-1 PP    | 3-2    | János Nagy (HUN)         | 2      |        |
| 1      | Yoon Kyung-Jae (KOR)     | 1-3 PP    | 1-8    | Lodoyn Enkhbayar (MGL)   | 0      |        |
| 0      | Gary Holmes (CAN)        | 3-1 PP    | 6-4    | Bruno Beudet (FRA)       | 2      |        |
| 0      | Pekka Rauhala (FIN)      |           |        | Bye                      |        |        |
| Kolo 4 |                          |           |        |                          |        |        |
| 0      | Pekka Rauhala (FIN)      | 4-0 TF    | 1:20   | Adama Damballey (GAM)    | 2      |        |
| 1      | Šaban Sejdi (YUG)        | 0-3 PO    | 0-4    | Kenny Monday (USA)       | 0      |        |
| 1      | Yoon Kyung-Jae (KOR)     | 3-1 PP    | 7-4    | Gary Holmes (CAN)        | 1      |        |
| 0      | Lodoyn Enkhbayar (MGL)   |           |        | Bye                      |        |        |
| Kolo 5 |                          |           |        |                          |        |        |
| 0      | Lodoyn Enkhbayar (MGL)   | 3-0 P1    | 5:39   | Pekka Rauhala (FIN)      | 1      |        |
| 2      | Šaban Sejdi (YUG)        | 1-3 PP    | 2-4    | Yoon Kyung-Jae (KOR)     | 1      |        |
| 0      | Kenny Monday (USA)       | 3-0 PO    | 6-0    | Gary Holmes (CAN)        | 2      |        |
| Kolo 6 |                          |           |        |                          |        |        |
| 1      | Lodoyn Enkhbayar (MGL)   | 0-3 PO    | 0-2    | Kenny Monday (USA)       | 0      |        |
| 1      | Pekka Rauhala (FIN)      | 4-0 TF    | 2:19   | Yoon Kyung-Jae (KOR)     | 2      |        |
| Kolo 7 |                          |           |        |                          |        |        |
| 2      | Pekka Rauhala (FIN)      | 0-3 PO    | 0-7    | Kenny Monday (USA)       | 0      |        |
| 1      | Lodoyn Enkhbayar (MGL)   |           |        | Bye                      |        |        |

| Zápasník                 | L | ER | CP   |
| ------------------------ | - | -- | ---- |
| Kenny Monday (USA)       | 0 | -  | 22.5 |
| Lodoyn Enkhbayar (MGL)   | 1 | -  | 13   |
| Pekka Rauhala (FIN)      | 2 | 7  | 16   |
| Yoon Kyung-Jae (KOR)     | 2 | 6  | 14   |
| Gary Holmes (CAN)        | 2 | 5  | 12   |
| Šaban Sejdi (YUG)        | 2 | 5  | 8    |
| Adama Damballey (GAM)    | 2 | 4  | 4    |
| Bruno Beudet (FRA)       | 2 | 3  | 6    |
| János Nagy (HUN)         | 2 | 3  | 5.5  |
| Alfonso Jessel (MEX)     | 2 | 2  | 0.5  |
| Fitzlloyd Walker (GBR)   | 2 | 2  | 0    |
| Salem Ould Houibib (MTN) | 2 | 2  | 0    |
| Uati Iutaga (SAM)        | 2 | 2  | 0    |
| Eusebio Serna (ESP)      | 2 | 2  | 0    |
| Abdullah Al-Ghrbi (YAR)  | 2 | 2  | 0    |

### Finále
|                          | CP               | TP               |                        |                  |
| Zápas o 7. místo         | Zápas o 7. místo | Zápas o 7. místo | Zápas o 7. místo       | Zápas o 7. místo |
| ------------------------ | ---------------- | ---------------- | ---------------------- | ---------------- |
| Uwe Westendorf (GDR)     | 0-4 PA           |                  | Yoon Kyung-Jae (KOR)   |                  |
| Zápas o 5. místo         |                  |                  |                        |                  |
| Ayatollah Vagozari (IRI) | 0-4 PA           | 3:00             | Pekka Rauhala (FIN)    |                  |
| Zápas o 3. místo         |                  |                  |                        |                  |
| Rachmat Sukra (BUL)      | 3-1 PP           | 8-3              | Lodoyn Enkhbayar (MGL) |                  |
| Finálový zápas           |                  |                  |                        |                  |
| Adlan Varajev (URS)      | 1-3 PP           | 2-5              | Kenny Monday (USA)     |                  |

## Finálové pořadí
1. Kenny Monday (USA)
2. Adlan Varajev (URS)
3. Rachmat Sukra (BUL)
4. Lodoyn Enkhbayar (MGL)
5. Pekka Rauhala (FIN)
6. Ayatollah Vagozari (IRI)
7. Yoon Kyung-Jae (KOR)
8. Uwe Westendorf (GDR)